# Biscutella turolensis
Biscutella turolensis là một loài thực vật có hoa trong họ Cải. Loài này được Pau ex M.B.Crespo, Güemes & Mateo mô tả khoa học đầu tiên năm 1992.